# Гордієнко Сергій Володимирович (бокс)
Гордієнко Сергій Володимирович (нар. 07.05.1971) — український тренер із боксу. Головний тренер національної Збірної команди України з боксу серед жінок 2013—2021. Тренер боксерів професіоналів Максима Бурсака та Дмитра Нікуліна. Особистий тренер Чемпіонки Світу з боксу (заслуженого майстра спорту України) Марії Бови (Бадуліна). Заслужений тренер України, заслужений працівник фізкультури і спорту України.

## Біографія

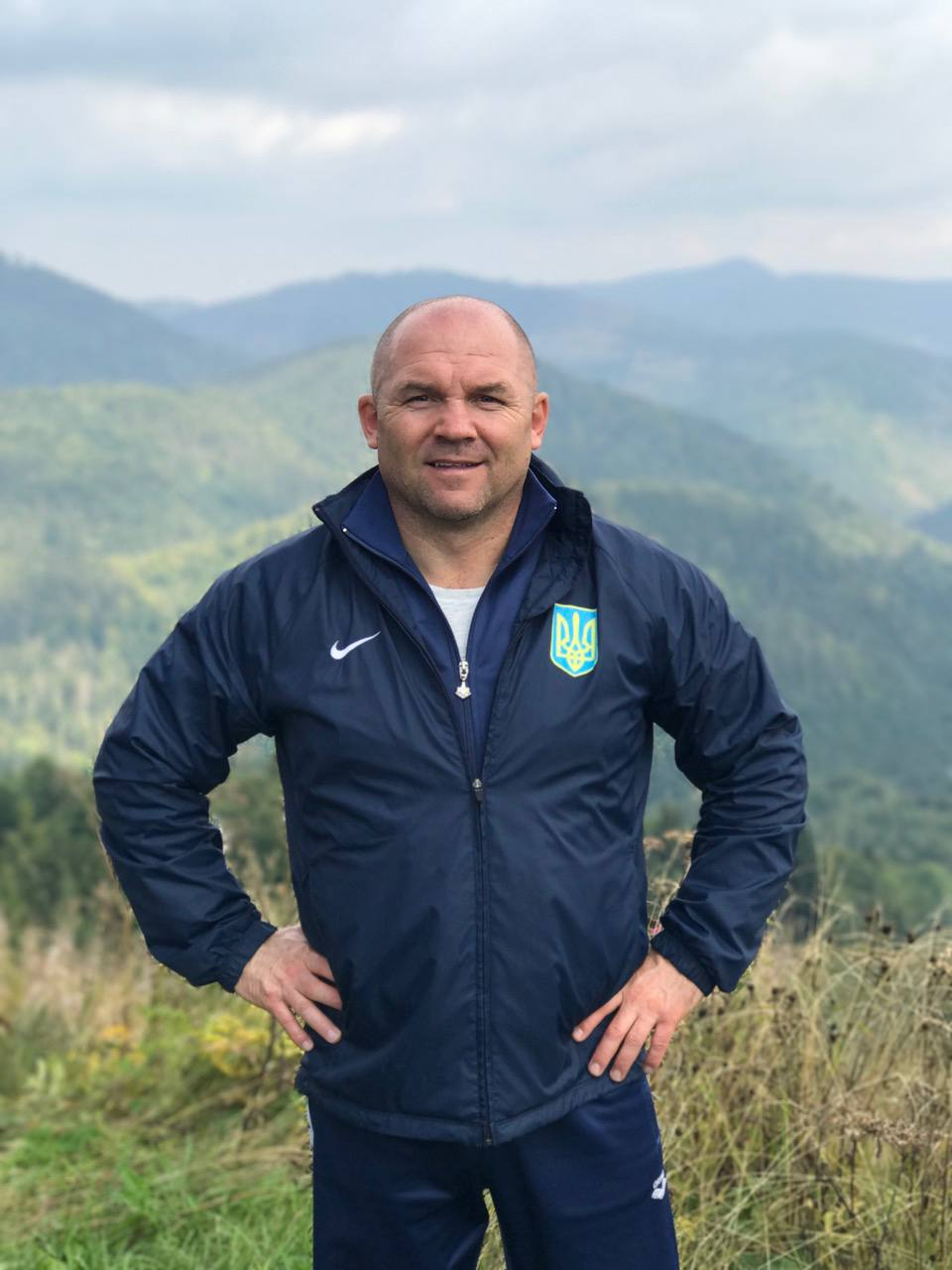

07.05.1971 народився в м. Києві в сім'ї працівників Київського державного заводу «Буревісник». Батько Володимир Андрійович Гордієнко займався боксом, кандидат у Майстри Спорту СРСР, привів сина в секцію в 9 років. Сергій почав займатися боксом під керівництвом Заслуженого тренера України Едуарда Виноградова та Заслуженого тренера Української РСР Володимира Кушніра.
У 1987 році виграв Всесоюзні юнацькі ігри в м. Кутаїсі та виконав норматив МС СРСР, цього ж року виграв першість СРСР серед юнаків, 4-х кратний переможець першості УРСР.
Входив до складу юніорської збірної СРСР. Провів 136 боїв — 131 перемог.
1988—1992 р. Навчався і закінчив Київський Державний Університет фізичної культури і спорту, отримав диплом тренер-викладач з боксу.
З 1992 року працював тренером у спортклубі «Восход» м. Києва.
У 2005-му працював тренером у промоутерській компанії National Box Promotion.
З 2006 року працював тренером у дитячо-юнацькій спортшколі «Восход». Де і почав тренувати майбутнього Чемпіона Світу серед молоді за версією IBF Макса Бурсака. Під керівництвом Сергія Володимировича Гордієнка та Едуарда Виноградова Максим потрапив до збірної України з боксу та виконав норматив майстра спорту України. У цьому ж спортзалі Сергій Володимирович почав тренувати дівчат, однією з перших відомих учениць стала майстер спорту України Марина Найдич (срібний призер Чемпіонату Європи 2010 серед дівчат).
З 2007 року працював тренером у промоутерській компанії «К-2» промоушен Ukraine. Де підготував низку успішних боксерів професіоналів, таких як: Чемпіон Європи за Версією WBO Дмитро Нікулін; інтерконтинентальний чемпіон за версією WBO, чемпіон Європи EBU Макс Бурсак; інтерконтинентальний чемпіон за версією WBO В'ячеслав Узелков, боксери професіонали Костянтин Ровенський, Вадим Новопашин, Ігор Бурсак та Ігор Панькевич.
З 2011 року почав працювати з майбутньою Чемпіонкою Світу з боксу серед жінок, багаторазовою призеркою чемпіонатів Світу та Європи, Заслуженим Майстром Спорту України Марією Бовою.
Також Сергій Володимирович підготував майстра спорту міжнародного класу Ангеліну Бондаренко — чемпіонка Світу серед юніорів 2013 року (Болгарія), учасниця юнацьких Олімпійських Ігор 2014 року (Китай), багаторазова призерка Чемпіонатів Світу серед юнаків та молоді.
З 2013—2021 років працював головним тренером національної збірної команди України серед жінок (еліта). У 2015 році збірна команда України на чолі з Сергієм Володимировичем вирушила на перші в історії Європейські Ігри в Баку. У 2016 році під керівництвом старшого тренера збірної Гордієнка учасниця збірної команди Тетяна Коб вперше в історії України завойовує ліцензію в жіночому боксі на Олімпійські Ігри 2016 року в Бразилії. На Олімпійських Іграх у Ріо Тетяна Коб у дуже суперечливому бою програє дворазовій олімпійській чемпіонці Ніколі Адамс, посівши 5-те місце.
Пройшовши складний період COVID-19, Сергій Володимирович Гордієнко зумів підготувати команду та на Олімпійських Іграх у Токіо 2020 жіноча збірна України закріпила результати минулих ігор та була представлена однією спортсменкою Ганною Лисенко, яка у запеклому бою програла дворазовій чемпіонці Світу туркені Бусеназ Сурменелі, посівши 5-те місце.
За час роботи Сергія Гордієнка на посаді Головного тренера Збірної команда під його керівництвом принесла в скарбничку країни понад 20 медалей різних проб з Чемпіонатів Світу та Європи. Також під керівництвом Гордієнка тренувалися відомі українські боксери аматори: Майстер спорту міжнародного класу, багаторазова чемпіонка України Юлія Циплакова, Майстер спорту міжнародного класу, багаторазова чемпіонка України Сніжана Холодкова, Майстер спорту міжнародного класу, призерка Чемпіонату Європи, багаторазова Чемпіонка України Іванна Крупеня.
Сергій Володимирович Гордієнко має 3 зірки AIBA, диплом тренера вищої категорії України.
Одружений, 2 дітей. Дочка — Анастасія, син — Максим (майстер спорту з боксу (призер першості України серед молоді)).

## Особисті учні
1. Максим Бурсак — чемпіон світу IBF серед молоді 2008, чемпіон інтерконті WBO 2009 р., чемпіон Європи EBU 2013 р. 45 боїв — 37 перемог — 2 нічиї.
2. Дмитро Нікулін — чемпіон Європи WBO 2009 р. 30 боїв — 29 перемог.
3. В'ячеслав Узелков — чемпіон інтернешнл IBO 2013 р. 34 бої — 30 перемог.
4. Марія Бова (Бадуліна) — чемпіонка світу серед жінок (еліта) 2012 року (Китай), срібна призерка чемпіонату Європи серед жінок (еліта) 2011 року (Нідерланди), 2-кратна бронзова призерка чемпіонату Європи серед жінок (еліта) — 2018, 2019 років (Болгарія, Іспанія), срібна призерка чемпіонату Світу 2018 року (Індія).
5. Ангеліна Бондаренко — чемпіонка Світу серед юніорів 2013 року (Болгарія), бронзова призерка чемпіонату Світу серед молоді (ліцензійний до юнацьких ОІ) 2014 року (Болгарія), учасниця юнацьких ОІ 2014 року (Китай), срібна призерка чемпіонату Світу серед жінок-молоді 2015 р. (Тайбей).
6. Марина Найдич — срібна призерка чемпіонату Європи 2010 року (Франція), бронзова призерка чемпіонату Європи серед жінок-молоді 2012 року (Польща).

### Медалі збірної команди України серед жінок під керівництвом Сергія Гордієнка

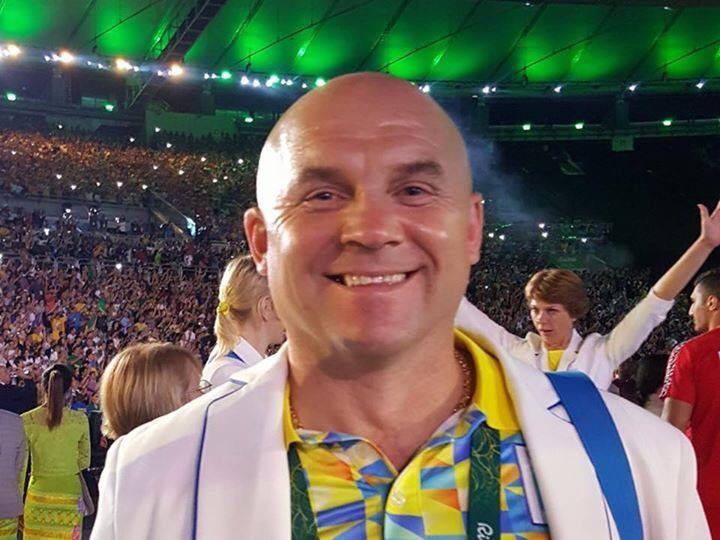

| Чемпіонат Європи 2014 року — 1 золота, 1 бронзова медаль Чемпіонат Європи 2016 року — 1 срібна, 1 бронзова медаль Чемпіонат Європи 2018 року — 1 срібна, 3 бронзові медалі Чемпіонат Європи 2019 року — 1 срібна, 4 бронзові медалі Чемпіонат Світу 2014 року — 1 бронзова медаль Чемпіонат Світу 2018 року — 2 срібні медалі |